# 邹灿基
邹灿基（英語：Chow Charn Ki Kenneth，1953年10月3日—），汉族，中华人民共和国政治人物、第十一届全国政协委员，華革會成員和民建聯創黨成員。

## 背景
鄒燦基在1953年10月3日生於香港，早年在香港島大，1959年入讀小學一年級，1965年起入讀皇仁書院，並於1972年畢業於該校中七年級。他在1976年取得倫敦大學法學士學位，大學畢業後担任香港大律师。他曾是香港大學法律系兼任及榮譽講師和香港中華總商會主席，1988年至1993年出任廣東省政協委員。2008年，鄒燦基当选第十一届全国政协委员，代表特邀香港人士，分入第五十二组。